# La Résurrection de Lazare (Rembrandt)
Pour les articles homonymes, voir La Résurrection de Lazare.
La Résurrection de Lazare est un tableau peint par Rembrandt à la fin des années 1620 ou bien entre 1630 et 1632. Il mesure 96 cm de haut sur 81 cm de large. Il est conservé au musée d'art du comté de Los Angeles aux États-Unis.

## Description
Le tableau représente l'épisode de la résurrection de Lazare de Béthanie sur l'injonction de Jésus qui lève la main droite. Les témoins présents autour de la tombe, notamment Marie et Marthe, les sœurs de Lazare, affichent un grand étonnement voire de l'effroi. L'opposition entre l'obscurité de la grotte dans laquelle se situe le tombeau et la torche que l'on devine derrière les personnages est un exemple d'utilisation de la technique du clair-obscur qui attire l'attention sur le visage des témoins. Des fourreaux pendus aux murs sont visibles à la droite du tableau (arc, carquois emplit de flèches et un sabre).
Rembrandt, qui a perdu tant d'êtres aimés, croit en lui. Le plus signifiant de son tableau, ce sont les effets de clair-obscur ; la lumière qui déchire les ténèbres, l'amour qui irradie le mal plus fortement que la souffrance n'irradie la chair, la vie qui finalement triomphe de la mort.
Un intense rayon de lumière jaillit au centre du côté droit, illumine obliquement le milieu de la scène et va frapper la tombe de Lazare. Les personnages qui assistent au miracle, Marthe en contre-jour, Marie en pleine lumière et des dignitaires juifs, sont subjugués. Sur l'axe vertical qui divise la composition, apparaît la figure du Seigneur, un Jésus de Nazareth à visage humain, tout bouleversé encore, mais un Jésus-Christ à la stature surhumaine : deux fois plus grand que les autres personnages, la main droite élevée magistralement, avec la force de Dieu, il ordonne à son ami de se relever. Sans la résurrection, notre foi en cet homme-là est vide, a écrit Paul de Tarse (cf. 1 Co 15, 14) : de Béthanie à Emmaüs, Rembrandt l'a peint.

## Histoire de l’œuvre

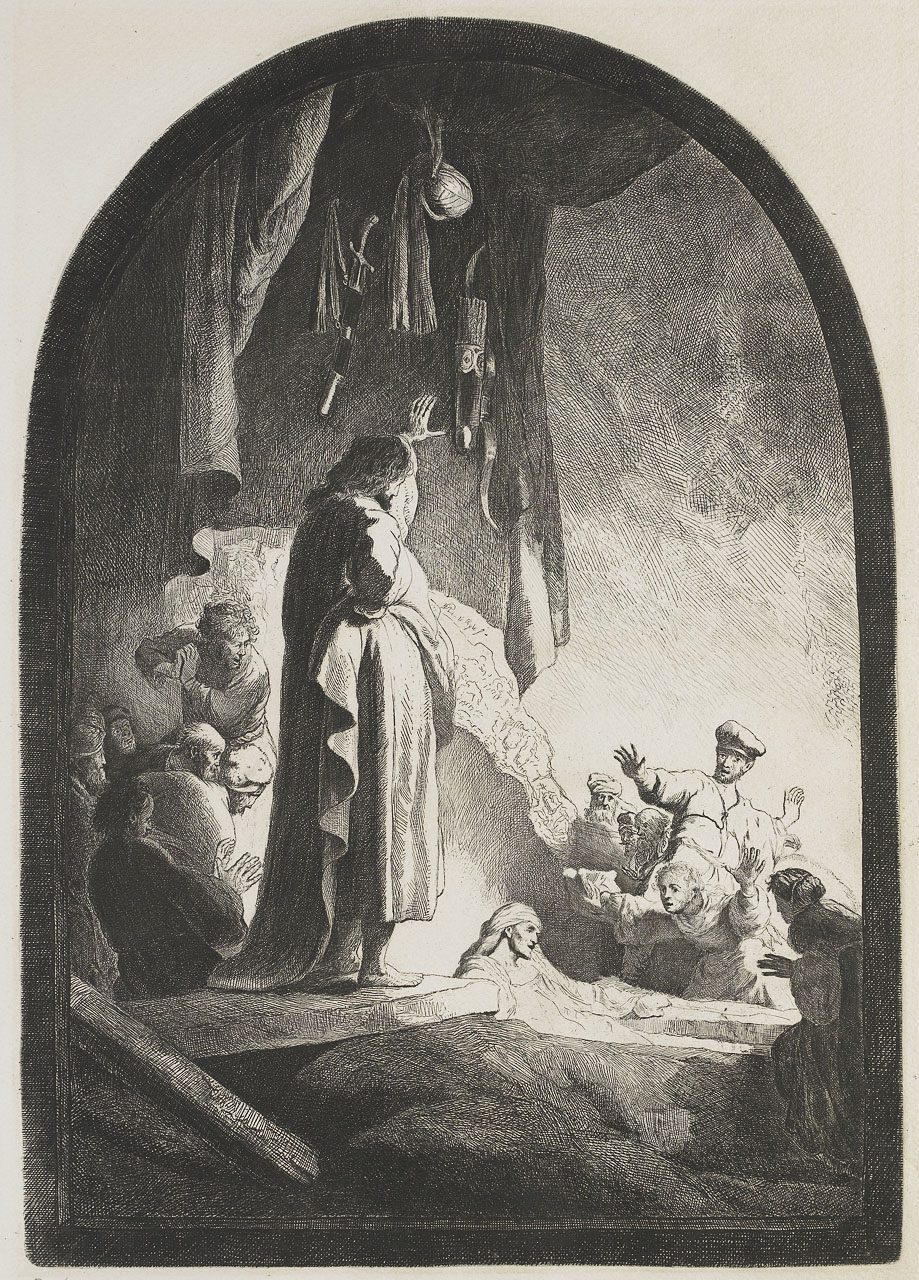
L'eau-forte de 1632 présente la même scène d'un autre point de vue.

Rembrandt exécute cette œuvre au début de sa carrière, alors qu'il séjourne encore à Leyde et peu de temps après son apprentissage auprès de Pieter Lastman dont l'influence est visible. La date de réalisation du tableau se situe autour de 1630, quand il avait environ 25 ans. Ce chef-d'œuvre de jeunesse, tout au long de sa vie l'artiste se battra bec et ongles pour le conserver, avant qu'il ne soit contraint de le vendre en 1656, pour éponger ses dettes. Rembrandt exécute deux eaux-fortes sur le même sujet vers 1632 puis en 1642 : la première présente un point de vue différent alors que la seconde représente des personnages différents. L’œuvre renvoie également à une eau-forte non daté de Jan Lievens : ce peintre était alors un ami et collaborateur de Rembrandt,. 
Le tableau est conservé par Rembrandt avant qu'il ne doive le vendre pour éponger ses dettes en 1656. Il passe de main en main en Europe puis est acheté par le philanthrope américain Howard F. Ahmanson Sr. (en) en 1959 qui en fait don au musée d'art du comté de Los Angeles.